# 市川紗椰
市川 紗椰（いちかわ さや、1987年2月14日 - ）は、日本のファッションモデル、タレント。2011年に芸名を紗耶（日本名）から現在の芸名に改名した。フルネームはシュック 市川 紗椰 ジェニファ。父親はアメリカ人、母親は日本人。現在は東京都在住。所属事務所はBLUE LABEL。

## 来歴
愛知県名古屋市で生まれ、4か月後に東京へ転居し、4歳から14歳まではアメリカのデトロイトで育つ。日本に帰国後、アメリカンスクール・イン・ジャパンに学ぶ。コロンビア大学、シカゴ大学、ニューヨーク大学に合格し、1年間はモデル業に専念して「最初はコロンビア大学に入ろうと思っていた」が、仕事が充実したことから日本で早稲田大学国際教養学部へ進学して2010年に卒業した。大学では美術史を専攻した。
16歳でスカウトされ、『ViVi』『25ans』の専属モデルを経て『sweet』『MORE』『BAILA』『MAQUIA』など多数の雑誌でモデルを務めた。

## 人物
好きな物や気になる物に熱中し、好物のハンバーグは全国で400軒以上巡り「バーグハンター」と自称 する。グリーンスムージーでレシピ集 を発売した。
音楽は特にロックを好む。好きなバンドは、ビートルズ、ピクシーズ、ビルト・トゥ・スピル、レッド・ツェッペリン、ザ・スミス、クリーム、ジーザス&メリーチェイン 、クラトゥ、ザ・クラッシュ、ラモーンズ、テレヴィジョン、ガンズ・アンド・ローゼズ、ホワイトラビッツなど。ロックだけでなく、ジャズ、クラシック、ブルース、ディスコなど、さまざまなジャンルにも詳しい。バイオリンを5歳の頃から、ギターを7歳の頃から習っており、現在でも弾く。歌唱力のあるロックボーカリストを好み、矢沢永吉、忌野清志郎、サザンオールスターズと桑田佳祐のファン。桑田佳祐の楽曲「百万本の赤い薔薇」に出てくる紗椰は市川を指す。
読書家で雑誌『MAQUIA』で書評を連載する。小学校でオースン・スコット・カード『エンダーのゲーム』やダグラス・アダムス『銀河ヒッチハイク・ガイド』などのサイエンス・フィクション小説を原書で読み、読書に目覚める。好きな作家はヴォネガット、チェーホフ、カフカ、ドストエフスキー、トルストイ、筒井康隆、安部公房 など。
愛犬はシーズーのちゃちゃとドュギー。2008年までは実家でバセットハウンドのマウンティーも飼っていた。
スポーツはほとんど興味がないが、唯一相撲は好きであり、中でも安美錦と豪栄道の大ファンである。2014年の相撲で個人的Man of the Yearは豪栄道。相撲に詳しい漫画家・能町みね子とは国技館で一緒に本場所を観戦したことがある。学生時代は水泳部にてシンクロナイズドスイミングに打ち込んでいた。
「煙だらけガード下系の焼肉」を好んで 焼肉屋を訪れた様子を頻繁にブログに掲載し、アルコールも好み飲酒の様子もたびたび掲載している。
好きな男性は、雑誌のインタビューで「見るからに優しい、人の良さが顔に出てる男性が好き。街ですれ違った瞬間『絶対いい人！』って確信できそうなタイプにトキメキますね。」 と答えている。
イギリスのドラマ『ドクター・フー』のファンで、4代目ドクターを好む。

### 趣味
趣味は、音楽と読書、相撲観戦、アニメ鑑賞、さらにいわゆる鉄子である。
鉄道ファンとしての専門は「車両鉄」と「音鉄」で、通勤形を好む。テレビ番組出演時に「妄想鉄」と自称していた。鉄道好きが高じて、『旅と鉄道』2014年7月号から連載もしている。成田エクスプレスが好きだが、「イベント列車アレルギー」であるという。ドアの開閉の動画を録ったり、自分で路線図を書いてそのダイヤを考えて遊ぶのが日課。『タモリ倶楽部』の2015年2月28日放送分で「タモリ電車クラブ」のメタリックピンクの会員証を与えられる。会員番号は22番。また、2018年には『開運!なんでも鑑定団』に出演し、自身のコレクションであるOゲージのアメリカ製鉄道模型を出品、15万円の値が付けられた。
アニメについては、『銀河鉄道999』『ガンダムシリーズ』の大ファン。他に好きなアニメ作品として、『ブレンパワード』『true tears』『撲殺天使ドクロちゃん』『エクセル・サーガ』『NHKにようこそ!』『装甲騎兵ボトムズ』『アイドルマスター XENOGLOSSIA』などをあげている。
ガンダムオタクでもあり、『月刊ガンダムエース』で取材されることもしばしばある。特に好きなシリーズは『機動戦士Ζガンダム』。自宅にユニコーンコーナーを作っている。プラモデル作りに熱中し、腱鞘炎を起こしたほどである。2016年、『聖戦士ダンバイン』HDリマスター化に伴いアニマックスでの放送開始決定に際し富野由悠季監督との対談が実現。「初めて見たのはアメリカでだった」などと語っている。
アニメ好きが嵩じて自分で声優をやりたいかという問いに「決して思いません。下手くそな人がアニメに関わってほしくないですから」と明確に否定している。アニメは毎期ごとに大方の作品を観て徐々に自分の好きな作品を選んでいくスタンスである。BDを買う時は心から「二期を作ってほしい」という情熱や製作費の足しになればと購入している。

## メディア展開

### 雑誌
- 『週刊プレイボーイ』集英社 〈市川紗椰のライクの森〉 ★レギュラー連載
- 『ViVi』講談社、2003 - 2007年専属
- 『25ans』アシェット / ハースト婦人画報社。2008年専属
- 『sweet』宝島社
- 『MORE』集英社
- 『BAILA』集英
- 『MAQUIA』集英社
- 『SPRiNG』宝島社
- 『旅と鉄道』朝日新聞出版
- 『相撲ファン』大空出版
- 『KING』講談社 「紗耶のヴィンテージロック入門」改題「紗耶のスクール・オブ・ロック」2008年2月号 - 10月号
- 『MISS』世界文化社
- 『CLASSY.』光文社
- 『an・an』マガジンハウス
- 『Style』講談社
- 『VoCE』講談社
- 『NYLON』トランスメディア
- 『TOKYO GIRLS COLLECTION』ファッションフェスタ
- 『F-Mode』（フリーマガジン）インデックス・コミュニケーションズ
- 『ar』主婦と生活社
- 『gloss』2015 - 2016年専属 株式会社サイファ発行フリーペーパー

など

### 広告
- ワコール
  - Wing 「Missスレンダ」「ときはなつブラ」（2016年）
- キリン「本搾りチューハイ」（2017年）[40]
- PHILIPS「DisplayHDR 1000モデル」（2018年）
- アダストリア「studio CLIP」（2018年〜）
- 日本情報産業／NII（2018年〜）
- 総務省/経済産業省 経済センサス-活動調査広報「提出促進」篇 (2021年5月20日 -) [41]

#### イメージキャラクター
- ワコール「LALAN」（2008年 - 2009年）
- アトレ
- ジョンソン&ジョンソン「Johnson's body care」
- ワタベウェディング
- アミュプラザ鹿児島
- ユナイテッドアローズ「グリーンレーベル」
- 東武鉄道「アジュテ」
- アンファミエ
- ISETAN「GIRL」
- 東洋化成「レコードの日2018」

### ジャケット写真
- SPICY CHOCOLATE「ミスキャスト feat. 大橋卓弥（スキマスイッチ）&奇妙礼太郎」（2015年11月25日） - 配信限定シングル[42]

## リリース作品

### 音楽
- 夜が明けたら（2015年5月13日、タワーレコード）

### チャーム
- トレーズ―幸運を呼び込むラッキーチャーム13の魔法よ、届け!（2007年2月、祥伝社、デザイン：中村慎吾、撮影：グレート・ザ・歌舞伎町） ISBN 978-4396692155

### 写真集
- 写青春トーキョースクールガール（2004年9月、ブックマン社、撮影：小林基行）ISBN 978-4893085641
- 月刊紗耶（SHINCHO MOOK 98）（2008年1月、新潮社、撮影：若木信吾）ISBN 978-4107901828
- 月刊100アニバーサリー（SHINCHO MOOK 100）（2008年3月、新潮社、撮影：藤代冥砂）ISBN 978-4107901842
- 夜が明けたら（2015年5月、イーネット・フロンティア、撮影：笠井爾示）ISBN 978-4862058942

### 書籍
- 久保慶子『Model Life』（2007年10月、PHP研究所）ISBN 978-4569695617
- 『朝の一杯で美肌も代謝もダイエットも!モデル市川紗椰の毒だし「美腸」スムージー』（2012年10月1日、集英社）ISBN 978-4087806533
- 『COOCKIE fortune LOVE 2013 Spring / Summer Collection』（2013年2月12日、宝島社）ISBN 9784800206114
- 『鉄道について話した。』（2020年3月5日、集英社）ISBN 978-4087808964

## 出演

### 映画
- トイレのピエタ（2015年・松竹、監督：松永大司、主演：野田洋次郎） - 尾崎さつき 役

### テレビ

#### 報道番組
- FNN報道特別番組速報!アメリカ大統領選〜トランプ劇場最終章〜（フジテレビ系、2016年11月8日10:25〜11:55）アメリカ・ニューヨーク現地リポーター
- ホウドウキョク24 startup 180（NOTTV・フジテレビオンデマンド、2015年4月 - 2016年3月）メインキャスター（水・木）
- ユアタイム（フジテレビ、2016年4月 - 2017年9月）メインキャスター（月〜金）
- あしたのコンパス （フジテレビ - ホウドウキョク、2016年4月 - 2017年3月、月～金曜 番組終盤）

#### 情報番組
- 東京カワイイ★TV（NHK総合テレビ、2007年11月12日／2008年4月2日 - 2013年3月23日） - レギュラー
- ひるブラ（NHK総合テレビ、2014年3月5日・4月28日） - レポーター
- まちイチ nice to people(CBCテレビ、2019年7月8・22日)
- 世界で一番近い名画たち-市川紗椰が会いに行く10人の美女- (BSテレ東、2020年3月30日 -) [43]

4月6日からは5分枠の番組「世界で一番近い名画」が始まり、特番で触れられなかったものも含む絵画13点を最終回となる6月29日まで毎週一点ずつ紹介した。当初は市川が大塚国際美術館に赴き、陶板に原寸大で複写された絵画の傍らで感想を述べる内容だったが、2019新型コロナウイルス対策として同施設は3月4日から6月18日まで閉館。ロケは不可能となり、第10週から最終回までは市川がナレーションのみ担当する形に切り替わった。
- サンダーバード55/GoGo公開記念特番（スターチャンネル）：ナビゲーター
- こちら『トレンディマーケット』編集部（2022年5月22日 - 10月30日、日本テレビ）- 編集長 [44]
- アートフルワールド〜たぶん、すばらしき芸術の世界 - #45・#46「音楽ジャケットの魅力を紹介!」（2023年3月18日、25日、BSフジ）（平井“ファラオ”光と）

#### 音楽番組
- 未来定番曲〜Future Standard〜（テレビ埼玉ほか、2013年4月1日 - 2016年3月） - パーソナリティ
- 題名のない音楽会（テレビ朝日、BS朝日）- ゲスト　
  - 2019年12月14日、15日「音楽でスター・ウォーズを楽しむ休日」
  - 2020年2月29日、3月1日「高校吹奏楽部がプロに教わる音楽会」
  - 2020年12月26日、27日「鉄道を音楽で楽しむ休日」
  - 2021年1月23日、24日「和楽器でビートルズに挑戦する音楽会」[13]
  - 2021年6月12日、13日「シューベルトの歌曲を現代日本語訳で聴く音楽会」
  - 2021年6月26日、27日「箏にうってつけなクラシックの音楽会」
  - 2021年12月25日、26日「クラシック奏者が演奏したいアニメソングの音楽会」
  - 2022年2月19日、20日「クセが強いのにクセナキスの音楽会」
  - 2022年4月16日、17日「ボーダレスなピアニスト角野隼斗を知る音楽会」
  - 2022年5月21日、22日「ピアノの連弾を楽しむ休日」
- クラシック音楽館（NHKEテレ）- ナビゲーター
  - 2024年12月8日「N響 第2020回定期公演」

#### 教養番組
- ハリセンボン英会話塾 （2007年10月12日、フジテレビ）
- めざせ!会社の星「萌える!工場ツアー　鉄道ワールドを探検!」（2010年7月31日深夜放送、NHK教育テレビ）- 田中要次と共にゲスト出演
- 3ヶ月トピック英会話　まるごと体感!ハワイアン・ロハス（2011年4月 - 6月）
- ココロとカラダ満つる時間(とき) おふっ、「市川紗椰 萌える!ローカル鉄道」（2012年7月3日放送、NHK BSプレミアム）
- 開業100年!あなたの知らない東京駅〜オトナの社会見学〜（2014年12月13日、NHK BSプレミアム）
- ニッポン戦後サブカルチャー史 （2014年10月3日、NHK Eテレ） - ゲスト
- オトナの社会見学「あなたの知らない東京駅」(2015年2月5日、NHK BSプレミアム)
- ザ・プレミアム 驚き!ニッポンの底力 (NHK BSプレミアム)
  - 鉄道王国物語2（2015年6月6日）
  - 鉄道王国物語4 (2018年7月7日)
  - 鉄道王国物語5 (2021年2月13日) [45]
  - 鉄道王国物語7 (2023年2月23日) [46]
- ザ プロファイラー（2015年10月7日・2016年2月3日、NHK BSプレミアム）
- 世界の名作（2015年12月27日、BS朝日）
- オイコノミア 又吉直樹×経済学（2017年12月20日、NHK Eテレ）
- 池上彰の現代史を歩く（2018年6月10日/10月21日、2019年4月8日/6月24日/8月25日、テレビ東京）
- 大相撲どすこい研　(「第1回・上手投げ」2020年7月18日[47]の他、不定期出演、 NHK BS1)
- じょんのび日本遺産　(2020年9月20日〜2021年3月14日までの期間、不定期出演、 TBS)
- レギュラー番組への道（NHK BSプレミアム）
  - 明鏡止水〜武のKAMIWAZA〜「三の巻　躰道」「四の巻　幕末の剣術」（2021年6月25日、7月2日）- ゲスト
- 東京国立博物館150年 "推し"の国宝 大公開（2022年11月13日、NHK総合）
- ヒューマニエンス～40億年のたくらみ～「“粘液” ネバネバは魔法のカクテル」（2023年2月28日、NHK BSP）- ゲスト
- 市川紗椰&中井精也と楽しむ! 8K鉄路紀行（NHK BS8K）
  - シーズン2（2023年12月3日）
  - シーズン3（2025年2月24日）
- 新美の巨人たち 「ロマンスカーの原点! ブランクーシ「空間の鳥」×市川紗椰」（2024年6月8日、テレビ東京）- アートトラベラー
- 新幹線タイムマシン（2024年10月2日、NHK総合）- ゲスト[48]
- 日曜美術館「まなざしのヒント 日本建築入門in東大寺・新薬師寺」（2025年3月2日、NHK Eテレ）[49]

#### バラエティ番組
- タモリ倶楽部 （テレビ朝日） - 不定期出演。主に交通関係企画に出演
- アメトーーク!（2015年6月18日 - 、テレビ朝日） - 不定期ゲスト[注 1]
- 有吉くんの正直さんぽ（2014年5月10日 - 、フジテレビ）- 常連ゲスト
- 笑神様は突然に（2014年7月18日、日本テレビ）-「鉄道BIG4の旅　近畿日本鉄道の旅」ゲスト
- TOKYO DESIGN WEEK.tv -茂木健一郎の発想の種 IMAGINE-（2015年4月6日 - 2016年10月31日[注 2]、BS日テレ） - MC
- いい大人がハマる世界（2015年7月 - 9月、beeTV） - MC
- 謎解きLIVE（NHK-BSプレミアム）- スタジオゲスト
  - 美白島殺人事件（2015年7月18、19日）
  - [四角館の密室]殺人事件（2016年1月23、24日）
- ピース又吉のふみコミ苑（2015年9月27日、日本テレビ） - MC
- すっぴんハウス（2015年10月8日、TBS） - MC
- 出没!アド街ック天国（テレビ東京）
  - 2016年5月14日 -【鶯谷】
  - 2023年11月11日 -【早稲田】大学と生きるノスタルジックな学生街!
  - 2024年4月13日 -【東京駅八重洲口】迷路!? 巨大地下街＆昭和の路地裏
  - 2025年5月31日 -【根津】都心なのに村!?懐かしい風景＆美味しいあふれる街
  - 2025年8月2日 -【東武動物公園】東武線で埼玉のハイブリッドレジャータウンへ
  - 2025年8月23日 -【鐘ケ淵】東武沿線4浅草＆北千住の間! 昭和薫る下町
- デカ盛りハンター（2020年9月11日。2021年1月22日、2月12日、5月11日、テレビ東京）- 見届け人
- 麺鉄 メン食い鉄道 絶景の旅（BS-TBS、BS-TBS 4K）
  - 2021年3月14日 - #2 冬の北海道・釧網本線編
  - 2021年6月20日 - #4 初夏の九州・長崎本線＆大村線＆松浦鉄道編
  - 2021年11月28日 - #5 晩秋の富山・富山地方鉄道＆黒部峡谷鉄道編
  - 2022年1月30日 - 冬の北海道・留萌本線&根室本線＆釧網本線編 ※ #1（六角精児）と＃2の合体再編集版
  - 2022年2月22日 - 真冬の東北・奥羽本線＆五能線＆津軽鉄道＆青い森鉄道＆八戸線＆三陸鉄道編（後半の青い森鉄道から）
  - 2022年4月24日 - 桜の2時間SP 内房線＆小湊鉄道＆いすみ鉄道編（2時間SPの前半）
  - 2022年11月13日 - 晩秋の富山・富山地方鉄道＆黒部峡谷鉄道＆立山黒部アルペンルート編／晩秋の長野・長野電鉄＆しなの鉄道＆上田電鉄＆小海線編 ※ #5 と＃6（土屋礼央）の合体再編集版
  - 2022年12月18日 - 初冬の山陽・山陰　姫新線・伯備線・山陽本線編＆若桜鉄道・山陰本線・一畑電車・木次線編（後半の若桜鉄道から）
  - 2023年6月25日 - 特別編#8 新緑の静岡編・東海道本線・岳南電車線・大井川鐵道＆天竜浜名湖鉄道・遠州鉄道編（後半の、東海道本線、天竜浜名湖鉄道、遠州鉄道）
  - 2023年10月29日 - 特別編#9 早秋の中部編・名古屋鉄道犬山線・高山本線・長良川鉄道＆名古屋鉄道名古屋本線・東海道本線・養老鉄道・樽見鉄道編（2時間SPの前半。後半は土屋礼央）
  - 2024年6月29日 - 特別編#10 新緑の中国地方 福塩線・山陽本線・呉線・広島電鉄編＆山陽本線・山口線・山陰本線編（2時間SPの後半。前半は六角精児）
  - 2024年9月14日 -  特別編#11 真夏の九州地方 鹿児島本線・三角線・肥薩おれんじ鉄道・指宿枕崎線編＆日豊本線・日南線編（2時間SPの前半。後半は土屋礼央）
  - 2025年2月22日 -  特別編#12 真冬の北海道 石北本線、宗谷本線編＆函館本線、千歳線、日高本線編（2時間SPの前半。後半は土屋礼央）
  - 2025年3月29日 - 特別編#13 台湾鉄道 西部幹線編＜縦貫線（北段・南段）、台中線（山線）＞＆ 屏東線　南廻線　東部幹線 ＜台東線　北廻線　宜蘭線＞　平渓線　縦貫線（北段）編（2時間SPの後半。前半は六角精児）
  - 2025年7月20日 - 特別編#14 初夏の関西編 加古川線・北条鉄道・福知山線・山陰本線・舞鶴線・京都丹後鉄道編＆北陸本線・湖西線・琵琶湖線・近江鉄道編（2時間SPの後半。前半は六角精児）
- キミもマンガの主人公 週刊ケッカマチ （2021年4月4日 - 、朝日放送テレビ） - 見届け人
- 友近・礼二の妄想トレイン（BS日テレ）
  - 「薬草列車で行く岐阜・長良川 鵜飼いの旅」（2021年6月7日）
  - 「青春18きっぷで行く ご当地ラーメン食べ尽くし鉄道旅」（2022年3月7日）
  - 「ご当地ラーメンの旅」（2022年10月17日）
- 憧れの地に家を買おう（BS-TBS）- ゲスト
  - #3　2021年10月18日「ロンドンに家を買おう」
  - #12　2022年2月28日「ニューヨークに家を買おう」
  - #58　2023年12月1日「マルタ共和国に家を買おう」
- 乗れない鉄道に乗ってみた! (BSテレ東／BSテレ東4K ) - 語り[50]
  - 大井川鉄道・井川線…日本一の急勾配を越えて (2021年12月5日)
  - 立山砂防工事専用軌道…高低差200m!絶景トロッコ (2021年12月12日)
  - 愛知・衣浦臨海鉄道…海を渡る247mの貨物列車 (2022年1月9日)
  - 千葉県君津・日本製鉄…巨大製鉄所のトーピードカー! 超高温の鉄を運べ! (2022年1月16日)
  - 仙台ビール工場専用線! …チカラある赤い貨車 (2022年5月1日)
  - 東京モノレール工作車…深夜点検の黄色い車両 (2022年5月8日)
  - ★立入禁止? 大手電機会社構内の専用貨物線 (2022年6月5日)
  - ★石油タンク16両ロング貨物! 京葉臨海鉄道 (2022年6月12日)
  - ★倉敷の最新エコ機関車! 水島臨海鉄道 (2022年9月17日)
  - ★巨大製鉄所の専用線へ! 名古屋臨海鉄道 (2022年9月18日)
  - ★セメント運ぶレトロ電気機関車（三岐鉄道） (2022年12月24日)
  - ★相模鉄道…幸せの黄色い電車! 新型車両を運べ (2022年12月25日)
  - 鹿児島市電…夏限定！真夜中の芝刈り電車 (2023年6月27日)
  - 神奈川臨海鉄道本牧線…横浜名物のレトロ貨物 (2023年9月25日)
  - 栃木・東光高岳専用線～激レア幻の大物車走る (2025年3月12日)
  - 【歴史に幕…福島臨海鉄道「安中貨物東邦号」】 (2025年3月19日)
- ローカル線よくばり絶景旅 村井美樹が行く!大井川鉄道 新名所＆超穴場 徹底満喫スペシャル (2022年5月10日、BSテレ東/BSテレ東4K) [51]
- 日本の乗れない鉄道に乗ってみた!（BSテレ東/BSテレ東4K)（『乗れない鉄道に乗ってみた! 』番外編） - 旅人
  - 2022年7月26日
  - 2022年12月30日（再放送） - スペシャル ★番組アワード対象番組 [52]
- マチスコープ (2022年12月23日 - 、NHK Eテレ）- ナレーション（「イチかわ鉄道」のコーナー）
- 古舘伊知郎のいまさら昭和 (2023年1月7日、BS日テレ）- アシスタント（市川紗椰がハマったロシア文学とは？）
- 一億総リミッター解除バラエティ　衝動に駆られてみる （2023年5月8日 - 、テレビ朝日）- MC
- @okayama「潜入! 岡山機関区・貨物列車の裏側」（NHK総合、2023年10月20日：岡山ローカル／2023年11月23日：全国）
- クイズプレゼンバラエティー Qさま!!（2024年5月6日、10月28日、2025年6月30日、テレビ朝日）- 解答者
- 魔改造の夜 （NHK総合）
  - 2024年5月30日 -「電動マッサージ器25mドラッグレース」
  - 2024年6月27日 -「ワニちゃん水鉄砲　バースデーケーキろうそく消し」
- 宿で、すごす。（2024年9月25日、BSテレ東/BSテレ東4K）- 旅人（伊豆・湯ヶ島『おちあいろう』）[53]
- 『宇宙戦艦ヤマト』放送50執念記念!特別無料生放送SP(2024年10月13日、BS JAPAN) - アシスタント[54]
- 鉄道のプロ＆旅好き1万人がガチ投票! 秋に行きたい絶景駅総選挙（2024年11月4日、テレビ朝日）
- 和田明日香とゆる宅飲み（2025年2月11日、BSテレ東）-【れんこんに山椒! お酒に花椒! 市川紗椰とシビれる夜】
- ○○界隈! のぞき見＆分析! （東京メトロの裏側をのぞき見SP）（2025年4月6日、テレビ東京）- ゲスト
- 全力取材! JRのウラ側【国鉄最後の車両から新宿駅まで㊙映像大公開SP】（2025年8月24日、テレビ東京）- ゲスト

#### ドラマ
- ひねくれ女のボッチ飯 第6話（2021年8月6日、テレビ東京）- 焼肉店の女性一人客 役

### ラジオ
- HELLO WORLD（J-WAVE）
  - 「特集:美女とおやじのハンバーグじゃんけん!」にマッキー牧元と出演（2012年12月13日放送）
  - 「特集:ナポリタン」にマッキー牧元と出演（2013年2月13日放送）
  - 「特集:HOLIDAY SPECIAL GYUKAKU presents NICE TO MEAT YOU!」に出演（2013年7月15日10：00 - 10：30 放送）
- I A.M.（J-WAVE） - 「CLOSE TO YOU」コーナーに出演（2013年12月24日・25日・26日放送）
- ザ・トップ5シーズン5（TBSラジオ）木曜日担当（2015年10月1日 - 2016年3月17日）
- TRUME TIME AND TIDE（J-WAVE）（2017年10月7日 - 2025年3月29日）
- 市川紗椰のKYOTO NOTE（MBSラジオ）（2018年4月1日 - 2019年3月31日）
- ×（かける）クラシック（NHK-FM）（2020年4月5日 - ） - 上野耕平とともに番組MCを務める
- 今日は一日“NHK Classic”三昧（NHK-FM）（2023年11月23日）- 司会（上野耕平，岩槻里子とともに）
- ふんわり（2024年7月25日、NHKラジオ第1）「鉄道・駅そば・音楽」「市川紗椰と六角精児の名曲遺産」
- LIVE! NHK Classic Fes.2024（2024年11月24日＜生放送＞、NHK-FM）- MC
- THE NICHE WORKBOOK（2025年5月3日 - 、J-WAVE） - ナビゲーター

### PV
- BREEEEZE GIRL Base Ball Bear（2009年6月24日） ジャケットに描かれた漫画『ジョジョの奇妙な冒険』の登場人物「山岸由花子」を演じている。PV監督は児玉裕一[55]。

## その他

### チャリティ活動
- 2009年11月に、ジョイセフ（途上国の妊産婦と女性を守る国際協力NGO団体）の活動に参加してプロジェクト地区のザンビアを視察した。
- 2012年9月頃に、ケイト・スペードの東北支援プロジェクト「サポート・ジャパン」 に参加してプロジェクト地区の宮城県石巻市でミサンガの作成を体験視察した。

### 講演活動
- Women's Magazine in AOGAKU 2013 「モデル市川紗椰の美腸スムージーで始める『腸活』レッスン」（2013年3月9日 青山学院大学青山キャンパスにてワークショップを開催）